# Angelo Martha
Angelo Modesto Martha (Amsterdam, 29 april 1982) is een Nederlands voetballer die als verdediger speelt.
Hij doorliep de jeugdelftallen van AFC Ajax. Van de A1 van de Amsterdammers ging hij in 2002 naar de Hoofdmacht van Cambuur Leeuwarden. Daar speelde hij tot de zomer van 2004 toen vertrok hij naar MVV. Toen hij in de winterstop in het seizoen 2005/2006 van MVV naar ADO Den Haag kon hoefde hij niet lang te twijfelen. Hij moet echter bij ADO Den Haag wel genoegen nemen met een reserve rol. In juli 2007 wordt bekend dat hij weer een nieuwe club heeft: Willem II. Bij Willem II komt het, met name door blessures, nooit tot een officieel debuut in het eerste elftal. Zijn optredens in het rood-wit-blauw blijven beperkt tot oefenwedstrijden. Derhalve stemt Willem II in met een verhuur aan FC Emmen per januari 2009. Ook Martha zelf komt er uit met de Drentse club, maar haakt op het laatste moment toch af omdat hij niet naar het noorden wil moeten verhuizen. Op 6 maart 2009 maakt Martha in de uitwedstrijd tegen Sparta Rotterdam eindelijk zijn debuut. Na drie optredens kreeg Martha te horen dat zijn aflopende contract niet zou worden verlengd. Na proefstages bij De Graafschap en FC Den Bosch werd hij eind juli 2009 bij die laatste ploeg gepresenteerd op de jaarlijkse open dag. Vanaf 2010 kwam hij voor AGOVV Apeldoorn uit. Nadat stages in Vietnam en Indonesië niet tot succes geleid hadden, tekende hij in januari 2012 bij Topklasser SV Spakenburg.
In januari 2008 werd Martha geselecteerd voor het nationale elftal van de Nederlandse Antillen.
Hij is broer van Benjamin Martha.